# Elaeocarpus teysmannii
Elaeocarpus teysmannii là một loài thực vật có hoa trong họ Côm. Loài này được Koord. & Valeton mô tả khoa học đầu tiên năm 1903.